# (100014) 1989 SR4
(100014) 1989 SR4 es un asteroide perteneciente al cinturón de asteroides, descubierto el 26 de septiembre de 1989 por Eric Walter Elst desde el Observatorio de La Silla, Chile.

## Designación y nombre
Designado provisionalmente como 1989 SR4.

## Características orbitales
1989 SR4 está situado a una distancia media del Sol de 2,524 ua, pudiendo alejarse hasta 2,977 unidades astronómicas y alcanzar su perihelio hasta 2,072 ua. Su excentricidad es 0,179 y la inclinación orbital 4,781 grados. Le toma1465 días en completar una órbita alrededor del Sol.

## Características físicas
La magnitud absoluta de 1989 SR4 es 15,4.